# Bexley
Bexley är ett område i sydöstra London i Storbritannien.   Det ligger i grevskapet Greater London och riksdelen England, i den sydöstra delen av landet, 20 km öster om huvudstaden London. Bexley ligger 16 meter över havet.
Terrängen runt Bexley är platt. Runt Bexley är det tätbefolkat, med 881 invånare per kvadratkilometer. Närmaste större samhälle är City of London, 18,4 km väster om Bexley. Trakten runt Bexley består till största delen av jordbruksmark.